# Secret Lake
Der Secret Lake (englisch für Geheimer See) ist ein See an der Ostküste der westantarktischen Alexander-I.-Insel. Er liegt 3 km westlich des Ares-Kliff verborgen in einem nach Nordwesten ausgerichteten Bergkessel am östlichen Rand des Mars-Gletschers in 100 m Höhe und wird durch einen verzweigten Schmelzwasserfluss gespeist, der das Viking Valley durchfließt.
Das britische Directorate of Overseas Surveys kartierte ihn in Zusammenarbeit mit dem United States Geological Survey anhand von Landsat-Aufnahmen der NASA aus dem Jahr 1973. Das UK Antarctic Place-Names Committee nahm 1974 die deskriptive Benennung vor.